# قلعة بيردافان
قلعة بيردافان ( باللغة الأرمنية: Բերդավանի ամրոց; Բերդավան; أيضاً قلعة غالينجاكار )، تقع على قمة تل بالقرب من الحدود مع أذربيجان ، بالقرب من قرية  بيردافان في محافظة تاووش- بأرمينيا- يبلغ ارتفاع التل التي تقع عليه 664 مترًا (2178 قدمًا) فوق مستوى سطح البحر.

## تاريخ
يُعتقد أن قلعة بيردافان قد تم بناؤها  في الأصل بين القرنين العاشر والحادي عشر ، ولكن الهيكل الحالي على الأرجح يعود إلى أواخر العصور الوسطى من القرن السابع عشر تقريبًا ، وخلال هذه الفترة أعيد بناء هذه القلعة . من المحتمل أن معبد غالينجاكار المذكور في أعمال القرن الثالث عشر لمؤرخ جورجي لم يذكر اسمه ، هو في الواقع بيردافان.
تم إجراء عمليات إعادة بناء  إضافية  في الثمانينيات. وأزيلت الأنقاض ، وتم تكسير الأجزاء العلوية سيئة البناء من جدران وأبراج الأقنان وإعادة بنائها. يجري حاليًا إعادة بناء البرجين الشماليين الشرقيين. كشفت الحفريات الأثرية في الموقع عن ألواح خزفية وفؤوس معدنية وعناصر أخرى تعطي نظرة ثاقبة على حياة أولئك الذين عاشوا وعملوا في بيردافان.

## البنيان
القلعة
تم وضع جدران القلعة في مخطط مثلثي مع أسوار متصلة ببعضها البعض بواسطة أحد عشر برجًا خارجيًا شبه أسطواني يتدرج قليلاً إلى الأعلى وينتهي بنفس ارتفاع الجدران. تختلف الأبراج في الارتفاع من 5.5 متر (18 قدمًا) في الطرف الجنوبي الغربي و 10.5 متر (34 قدمًا) في الطرف الشمالي الغربي بسبب التضاريس المنحدرة في الموقع .  يبلغ سمك جدران التحصين 1.2 متر (3.9 قدم). يوجد مدخل واحد فقط (عرضه متر واحد) يؤدي إلى داخل الحصن ويقع عند الجدار الغربي. - أما السلالم- تقع جنوب المدخل.
كان ذات يوم داخل جدران القلعة  ملاجئ ومخازن ومباني أخرى. - كان  يوجد في القلعة ممر سري يقود إلى الوادي في حالة حدوث حصار- .و يمكن رؤية جزء من الممر (بطول ارتفاع الإنسان ) في الجزء السفلي من برج الزاوية الشرقي.  البرج مفتوح من الداخل مع باب مرتفع يؤدي إلى الممر.
الكنيسة
يوجد حطام كنيسة ثلاثية الصحن, على بعد 200 متر (660 قدم) جنوب غرب القلعة - ويجاورها مقبرة تعود للقرون الوسطى ويوجد أيضاً كنيسة صغيرة.  من المفترض أن الهيكل قد تم تشييده في أواخر العصور الوسطى ، في وقت قريب من تأسيس القلعة في القرن العاشر بسبب التصميم والعناصر الزخرفية وتقنية البناء. لا تزال جدران الكنيسة قائمة على ارتفاعها الأصلي لكن السقف انهار منذ ذلك الحين ودُفنت أجزاء من الهيكل. شيدت الجدران من حجر الفلستي الأصفر المنحوت  مع البعض من  شظايا الخشكار المغروسة في الخارج. يوجد مدخل واحد فقط يؤدي إلى الهيكل من الجدار الشمالي ، من المحتمل أنه شيد من حجارة مأخوذة من نصب تذكاري آخر. كذلك يوجد فوق المدخل عتب على شكل طبلة الأذن. تشير حلقتان حديديتان موضوعتان على جانبي البوابة إلى وجود قاعة خشبية في المقدمة.-تم تقسيم قاعة الصلاة المستطيلة ، 12.55 × 7.75 مترًا (41.2 × 25.4 قدمًا) ، إلى ثلاث بلاطات بواسطة زوج من الأقواس.، كانت أعمدة الجدران الداخلية تقف في يوم من الأيام على الجدران في الشمال والجنوب. توجد بقايا الأقواس وقواعدها فوق الأعمدة الداخلية  ، في حين أن الأقواس التي كانت تمتد في السابق على البلاطات قد اختفت الآن. يوجد في الجانب الشرقي من الكنيسة حنية نصف دائرية ذات مرحلة عالية و "مكتبتين" أو غرف للصلاة المجاورة في كلا الجانبين. جدران كنيسة صغيرة منفصلة على بعد 50 مترًا (160 قدمًا) جنوب الكنيسة بها زوجان من الخاشكار من القرن الثاني عشر أو الثالث عشر يطفو على قاعدة عالية. يوجد في المقبرة تيفور خاشكار استثنائي  وكبير ، ويحمل معنى   "صليب الحجر مع الأسلحة" في الفناء. ، نحت الحجر على شكل صليب وتحت الصليب  قاعدة حجرية على شكل مكعب.، يحتوي وجه الخاشكار على منحوتات بارزة من الصلبان وشخصيات بشرية واقفة على  "ألواح" منفصلة.

## روابط خارجية
- http://www.armeniapedia.org/index.php?title=Berdavan_Castle
- http://www.cilicia.com/armo5_berdavan.html

1. ↑  "دليل إعادة اكتشاف أرمينيا - Abrilbooks.com: الكتب والموسيقى ومقاطع الفيديو والملصقات وبطاقات المعايدة والهدايا الأرمنية". www.abrilbooks.com. مؤرشف من الأصل في 2023-02-23. اطلع عليه بتاريخ 2022-12-25.